# James W. Marshall
Pour les articles homonymes, voir James Marshall et Marshall.
James Wilson Marshall, né le 8 octobre 1810 et mort le 10 août 1885, était un Américain, menuisier et gérant d'une scierie pour le compte de John Sutter, qui découvrit de l'or le 24 janvier 1848 dans l'American River, à Sutter's Mill, ce qui provoqua la ruée vers l'or en Californie. Il fut chassé de ses terres par les chercheurs d'or et ne profita jamais de sa découverte.

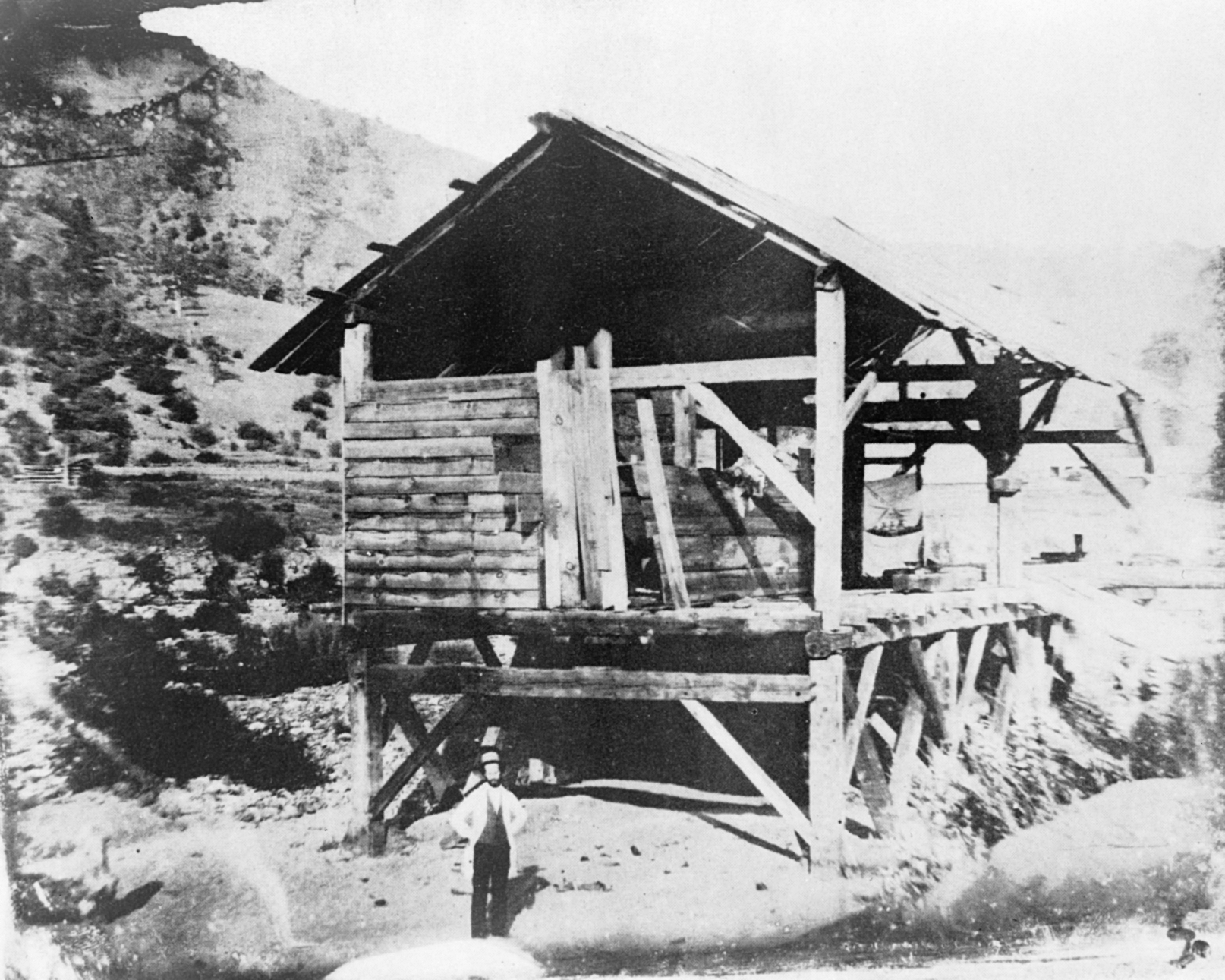
James W. Marshall le 24 janvier 1848, venant de découvrir de l'or à Sutter's Mill.